# Tryb łączący
Tryb łączący (łac. coniunctivus, subiunctivus) – tryb gramatyczny, występujący w wielu językach indoeuropejskich, służący do wyrażania życzeń, poleceń, emocji, możliwości, osądów, potrzeb oraz stwierdzeń przeciwnych aktualnym faktom. Użycie trybu jest zależne od zasad kierujących językiem.
Zrekonstruowany język praindoeuropejski, hipotetyczny „rodzic” wielu rodzin językowych, miał dwa bliskie sobie tryby: łączący oraz życzący. Wiele języków od niego pochodzących połączyło lub przemieszało te tryby. Tylko albański, awestyjski, starogrecki i sanskryt zachowały dokładne rozróżnienie, a język staro-cerkiewno-słowiański do pewnego stopnia.

## Język polski
Tryb łączący tworzy się za pomocą partykuł żeby, iżby, ażeby, aby, coby i skrótowego by. Tryb ten nie ma swojej własnej morfologii, wymienionym partykułom towarzyszy dawny imiesłów czasu przeszłego lub bezokolicznik, podobnie jak w języku rosyjskim.
Tryb łączący można między innymi stosować, gdy w zdaniu nadrzędnym występuje czasownik wyrażających wolę, rozkaz, życzenie, powątpiewanie, żądanie, obawę, unikanie, np. chcę, by wysłał list, lub gdy zdanie nadrzędne jest przeczące, np. nie nalegam, by wysłał list.
Cząstkę by wykorzystuje również tryb przypuszczający, jednak występują tu różne reguły składniowe, według których partykuła właściwa dla trybu łączącego musi zaczynać zdanie podrzędne. Porównaj np. tryb łączący w upieram się, by chodził do szkoły do trybu przypuszczającego w upieram się, że byłby chodził do szkoły. Stąd też, trybu łączącego nie implikują właściwe dla trybu przypuszczającego konstrukcje z sekwencjami rozdzielnych partykuł typu że by, ponieważ że, w odróżnieniu np. od żeby, nie jest partykułą właściwą dla trybu łączącego, a by nie występuje jako pierwsze.
Zob. też pokrewny tryb życzący, niezwiązany jednak ze zdaniem podrzędnym i wyrażający zawsze życzenie, np. oby wysłał list.

## Język angielski
W języku angielskim tryb łączący w znacznym stopniu zanikł, ale nadal pełni istotną rolę, przykładowo porównaj:
- I insist that he leave – nalegam, by wyszedł;
- I insist that he leaves – upieram się, że wychodzi.

## Język francuski
W języku francuskim stosowanie trybu łączącego wynika między innymi z rodzaju czasownika w zdaniu nadrzędnym, np.
- Je vois qu’il le fait – widzę, że to robi;
- Je veux qu’il le fasse – chcę, żeby to robił.

W przypadku niektórych czasowników w zdaniu nadrzędnym tryb łączący stosuje się jedynie przy zdaniach przeczących i pytających, przykładowo:
- Je pense qu’il le fait – sądzę, że to robi;
- Je ne pense pas qu’il le fasse – nie sądzę, by to robił;
- Penses-tu qu’il le fasse? – czy uważasz, że on to robi?

Oprócz wymienionych, istnieją też różne inne reguły stosowania tego trybu.

## Język niemiecki
W języku niemieckim występują dwie formy trybu łączącego, tj.: Konjunktiv I i Konjunktiv II. Występują one w czterech czasach, tj. teraźniejszym, przeszłym, przyszłym i zaprzyszłym. Formy Konjunktiv I to odpowiednio Konjunktiv Präsens, Konjunktiv Perfekt, Konjunktiv I Futur I i Konjunktiv I Futur II. Formy Konjunktiv II to odpowiednio Konjunktiv Imperfekt, Konjunktiv Plusquamperfekt, Konjunktiv II Futur I (tzw. Konditional I) i Konjunktiv II Futur II (tzw. Konditional II).
Odmiana czasowników sein i haben w Konjunktiv Präsens:
```
ich sei / ich habe         wir seien / wir haben
du sei(e)st / du habest    ihr seiet / ihr habet
er sei / er habe           sie seien / sie haben
```

Odmiana czasowników gehen i geben w Konjunktiv Präsens:
```
ich gehe / ich gebe      wir gehen / wir geben
du gehest / du gebest    ihr gehet / ihr gebet
er gehe / er gebe        sie gehen / sie geben
```

Odmiana czasowników gehen i geben w Konjunktiv Perfekt:
```
ich sei gegangen / ich habe gegeben         wir seien gegangen / wir haben gegeben
du sei(e)st gegangen / du habest gegeben    ihr seiet gegangen / ihr habet gegeben
er sei gegangen / er habe gegeben           sie seien gegangen / sie haben gegeben
```

Odmiana czasowników sein i haben w Konjunktiv Imperfekt:
```
ich wäre / ich hätte      wir wären / wir hätten
du wärest / du hättest    ihr wäret / ihr hättet
er wäre / er hätte        sie wären / sie hätten
```

Odmiana czasowników gehen i geben w Konjunktiv Imperfekt:
```
ich ginge / ich gäbe      wir gingen / wir gäben
du gingest / du gäbest    ihr ginget / ihr gäbet
er ginge / er gäbe        sie gingen / sie gäben
```

Odmiana czasowników gehen i geben w Konjunktiv Plusquamperfekt:
```
ich wäre gegangen / ich hätte gegeben      wir wären gegangen / wir hätten gegeben
du wärest gegangen / du hättest gegeben    ihr wäret gegangen / ihr hättet gegeben
er wäre gegangen / er hätte gegeben        sie wären gegangen / sie hätten gegeben
```

Odmiana czasowników gehen i geben w Konjunktiv I Futur I:
```
ich werde gehen / ich werde geben      wir werden gehen / wir werden geben
du werdest gehen / du werdest geben    ihr werdet gehen / ihr werden geben
er werde gehen / er werde geben        sie werden gehen / sie werden geben
```

Odmiana czasowników gehen i geben w Konjunktiv I Futur II:
```
ich werde gegangen sein (gegeben haben)     wir werden gegangen sein (gegeben haben)
du werdest gegangen sein (gegeben haben)    ihr werdet gegangen sein (gegeben haben)
er werde gegangen sein (gegeben haben)      sie werden gegangen sein (gegeben haben)
```

Odmiana czasowników gehen i geben w Konjunktiv II Futur I (Konditional I; Futur Präteritum I):
```
ich würde gehen / ich würde geben      wir würden gehen / wir würden geben
du würdest gehen / du würdest geben    ihr würdet gehen / ihr würdet geben
er würde gehen / er würde geben        sie würden gehen / sie würden geben
```

Odmiana czasowników gehen i geben w Konjunktiv II Futur II (Konditionalis II; Futur Präteritum II):
```
ich würde gegangen sein (gegeben haben)     wir würden gegangen sein (gegeben haben)
du würdest gegangen sein (gegeben haben)    ihr würdet gegangen sein (gegeben haben)
er würde gegangen sein (gegeben haben)      sie würden gegangen sein (gegeben haben)
```

Podstawową funkcją trybu Konjunktiv II jest wyrażanie przypuszczenia (zob. tryb warunkowy), zaś trybu Konjunktiv I wyrażanie zdystansowania się od wypowiedzi (zob. tryb nieświadka). Formy Konjunktiv I stosowane są przeważnie w tekstach oficjalnych (w języku potocznym często zastępowane są formami Konjunktiv II). Nacechowane stylistycznie są również najczęściej formy Konjunktiv Imperfekt, który – z wyjątkiem niektórych czasowników – zastępuje się zwykle formami Konditional I. Konditional II prawie nie jest używany.